# Bilschiwzi
Bilschiwzi (ukrainisch Більшівці; russisch Большовцы Bolschowzy, deutsch ‚Bolschowitz‘, polnisch Bołszowce) ist eine in der ukrainischen Oblast Iwano-Frankiwsk liegende Siedlung städtischen Typs mit etwa 2100 Einwohnern.

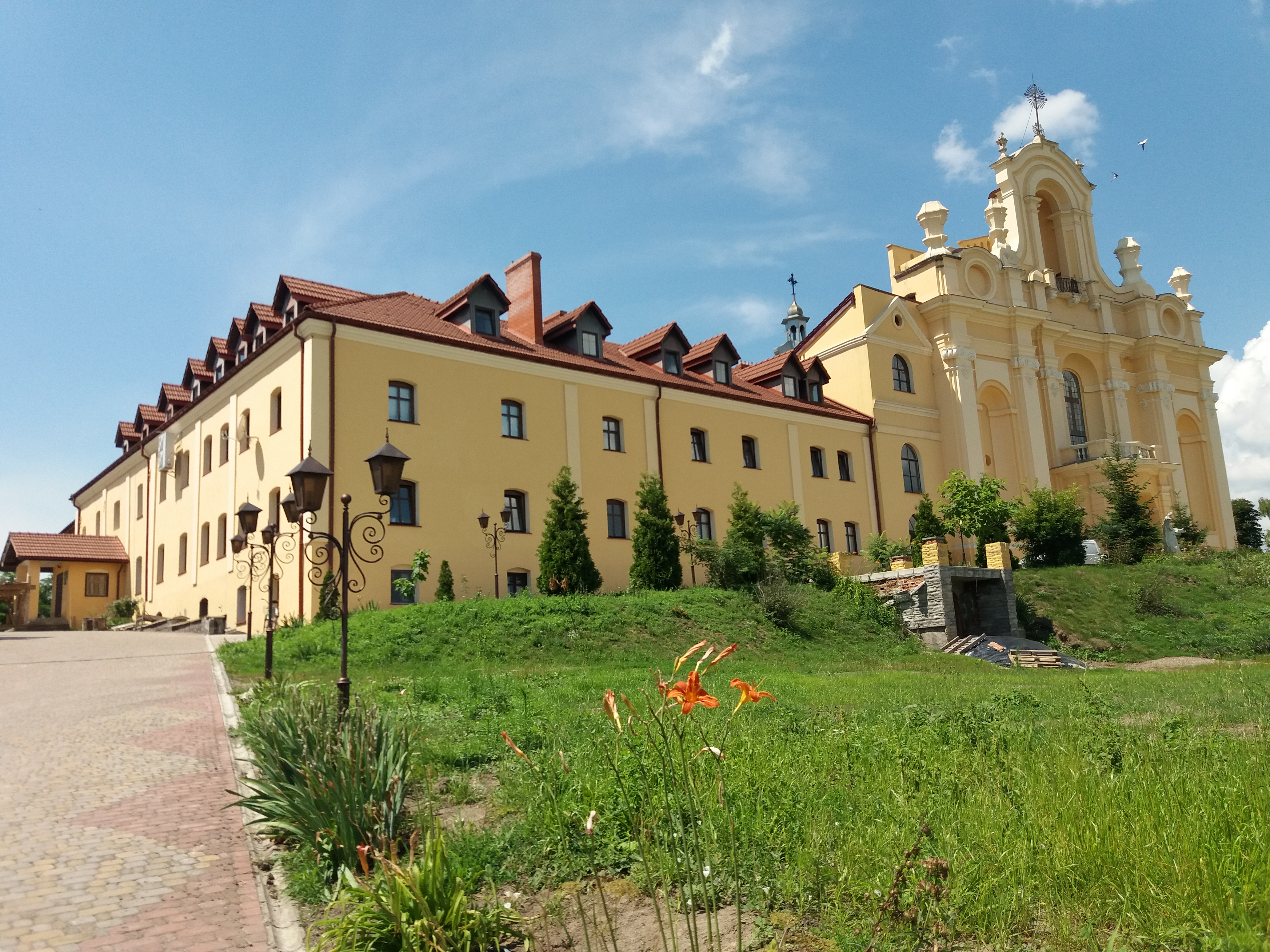
Kath. Klosterkirche im Ort

Bilschiwzi befindet sich etwa 28 Kilometer nördlich der Oblasthauptstadt Iwano-Frankiwsk und 5 Kilometer nordöstlich der ehemaligen Rajonshauptstadt Halytsch am Fluss Hnyla Lypa.
Zur gleichnamigen Siedlungsratsgemeinde Bilschiwzi (Більшівцівська селищна рада/Bilschiwziwska selyschtschna rada) zählte bis 2016 das Dorf Slobidka Bilschiwziwska, am 13. September 2016 wurde die Siedlung zum Zentrum der neugegründeten Siedlungsgemeinde Bilschiwzi (Більшівцівська селищна громада Bilschiwziwska selyschtschna hromada). Zu dieser zählen noch die 9 Dörfer Jabluniw (Яблунів), Kinaschiw (Кінашів), Kukilnyky, Kuriw (Курів), Narajiwka (Нараївка), Podillja (Поділля), Sahirja-Kukilnyzke (Загір'я-Кукільницьке), Schalybory (Жалибори) und Slobidka Bilschiwziwska (Слобідка Більшівцівська).
Am 12. Juni 2020 kamen noch 6 weitere umliegende Dörfer zur Siedlungsgemeinde hinzu, gleichzeitig wurde die Siedlung, welche bis dahin im Rajon Halytsch lag, ein Teil des Rajons Iwano-Frankiwsk.
Folgende Orte sind neben dem Hauptort Bilschiwzi Teil der Gemeinde:
| Name                     | Name                    | Name                                                | Name                  |
| ukrainisch transkribiert | ukrainisch              | russisch                                            | polnisch              |
| ------------------------ | ----------------------- | --------------------------------------------------- | --------------------- |
| Chochoniw                | Хохонів                 | Хохонев (Chochonew)                                 | Chochoniów            |
| Dytjantyn                | Дитятин                 | Дитятин (Ditjantin)                                 | Dytiatyn              |
| Jabluniw                 | Яблунів                 | Яблонов (Jablonow)                                  | Jabłonów              |
| Kinaschiw                | Кінашів                 | Кинашев (Kinaschew)                                 | Kunaszów              |
| Kukilnyky                | Кукільники              | Кукольники (Kukolniki)                              | Konkolniki            |
| Kuriw                    | Курів                   | Куров (Kurow)                                       | Kurów                 |
| Nabereschne              | Набережне               | Набережное (Nabereschnoje)                          | Bybło                 |
| Narajiwka                | Нараївка                | Нараевка (Narajewka)                                | Herbutów              |
| Nowi Skomorochy          | Нові Скоморохи          | Новые Скоморохи (Nowyje Skomorochi)                 | Skomorochy Nowe       |
| Pidschumljanzi           | Підшумлянці             | Подшумлянцы (Podschumljanzy)                        | Podszumlańce          |
| Podillja                 | Поділля                 | Подолье (Podolje)                                   | Sarnki Dolne          |
| Sahirja-Kukilnyzke       | Загір'я-Кукільницьке    | Загорье-Кукольникское (Sagorje-Kukolnikskoje)       | Zagórze Konkolnickie  |
| Schalybory               | Жалибори                | Жалиборы (Schalibory)                               | Żelibory              |
| Slobidka Bilschiwziwska  | Слобідка Більшівцівська | Слободка Большовцовская (Slobodka Bolschowzowskaja) | Słobódka Bołszowiecka |
| Stari Skomorochy         | Старі Скоморохи         | Старые Скоморохи (Staryje Skomorochi)               | Skomorochy Stare      |

## Geschichte
Der Ort wurde 1408 zum ersten Mal schriftlich als Mały Bowszów erwähnt, gehörte von 1772 bis 1918 zum österreichischen Galizien, hier wurde 1905 ein Bezirksgericht des Gerichtsbezirks Bołszowce des Bezirks Rohatyn errichtet. Nach dem Ende des Ersten Weltkrieges kam der Ort zu Polen und lag hier ab 1921 in der Woiwodschaft Stanislau, Powiat Rohatyn. Mit Beginn des Zweiten Weltkriegs wurde der Ort erst von der Sowjetunion und ab 1941 bis 1944 von Deutschland besetzt, dieses gliederte den Ort in den Distrikt Galizien ein, 1943 wurde die jüdische Bevölkerung deportiert.
1945 kam der Ort wiederum zur Sowjetunion, dort wurde sie Teil der Ukrainischen SSR und ist seit 1991 ein Teil der heutigen Ukraine. Zwischen 1940/1945 und 1963 war der nunmehr Bolschowzy/Bolschiwzi genannte Ort der Hauptort des gleichnamigen Rajons Bilschiwzi. Bereits 1940 wurde dem Ort der Status einer Siedlung städtischen Typs verliehen. Seit dem Zerfall der Sowjetunion ist die Ortschaft Bestandteil der unabhängigen Ukraine.